# 重噴進弾
重噴進弾（じゅうふんしんだん）とは、第二次世界大戦の末期、大日本帝国海軍の陸戦部隊により太平洋の島々の防衛に投入された、弾体直径45cmの大型ロケット弾である。

## 構造
以下はアメリカ合衆国側の調査による内容である。
重噴進弾を連合国軍が最初に発見したのはルソン島の戦いである。これは旋動式のロケットに棒状の固体推進薬を39本充填したもので、その重量は59㎏である。燃焼ガスは弾体に回転力を与えるため、18度の傾角がついた6個の噴気孔から強制的に噴出される。このロケット推進部分の総重量は258㎏である。
推進部の本体、弾頭、そしてノーズコーンは全てが厚さ19mmの圧延鋼板で作られ、お互いが溶接されている。弾頭部分は180kgのトリニトロアニソールを収容し、またノーズコーンの中央には、海軍が20cm噴進弾に用いている弾頭信管か、または陸軍が噴進弾に用いる信管を収容するためのくぼみが設けられている。
発射器は、二輪の木製の台車に金属製の床板がつけられており、これが噴進弾の基部を支持する。重噴進弾は点火用のひもを引くことで撃ち出される。ひもは発射機の下部左側に付いたバネ駆動のハンマーを作動させ、これが雷管を叩いて噴進弾の推進薬を点火している。発射の衝撃により発射器が壊されるため、使用可能なのは一度のみである。
最初に鹵獲された重噴進弾はマニラで試験を受けた。また、仰角43度での発射に成功した重噴進弾は、飛翔の終盤に入ると弾道が不安定に変動しはじめ、射程は2kmに達したのみであった。4発以上の重噴進弾がメリーランド州のアバディーン性能試験場にて後に試験を受けた。そこではこれらの噴進弾が射程5kmに到達した。重噴進弾は直径6.1m、深さ2.7mのクレーターを作り出し、着弾地点から317mまで燃える弾片が散乱する。 ただし、重噴進弾の精度は貧弱であると言及される。そこで、これらのロケットは特定の目標に狙い撃つことはできず、代わりに単に敵のいる方向へと撃ち出される。またおそらくは攻城用としてより有効である。
館山海軍砲術学校研究部が作成した『陸戦兵器要目表』では射程2,100m、旋動式、発火装置が撃発式、四式着発信管を用いると簡記される。重量450㎏の木製の樋状発射器に車輪を付けて運搬を便利にした。

## 写真

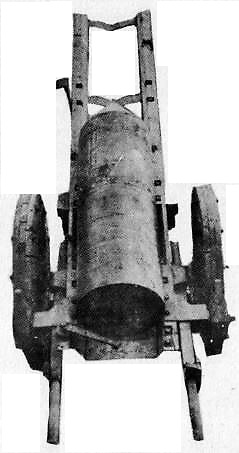
重噴進弾の発射器。
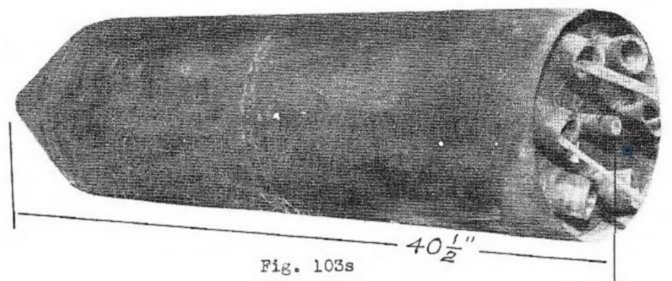
捕獲された重噴進弾。噴気孔に注目。
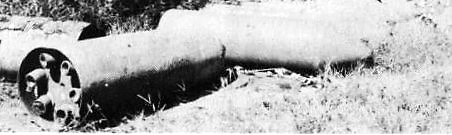
捕獲された重噴進弾。弾体直径は45cm。